# ترامواي بسكرة
ترامواي بسكرة (بالإنجليزية: Biskra tramway)‏ هو مشروع إنجاز ترام بمدينة بسكرة الجزائرية، وذلك في إطار برنامج الاستثمار المُسطر من طرف الدولة لجعل النقل الحضري مواكِبًا للعصر، و على نحو العديد من مدن البلاد، أطلقت مؤسسة «مترو الجزائر» دراسة جدوى لإدراج الترامواي كوسيلةٍ نقل حضرية بولاية بسكرة.

## الدراسة
و تهدف هذه الدراسة إلى تحديد الخطوط الأولية المُرجَّحة لكي تُصبح مسارا للترامواي، وهذا بغرض التجاوب مع تزايد متطلبات سكان بسكرة في مجال النقل ولإنجاح التنمية الحضريةِ بالمدينة. أُسندت دراسة جدوى ترامواي بسكرة إلى مكتبَين للدراسات جزائري – بلجيكي.